# Short track ai VI Giochi asiatici invernali - 500 metri femminili
La specialità dei 500 metri femminili di short track dei VI Giochi asiatici invernali si è svolta il 30 gennaio 2007 al Changchun Wuhuan Gymnasium di Changchun, in Cina.

## Risultati
Legenda
- DSQ — Squalificato

### Batterie

#### Gruppo 1
| Class | Atleta               | Tempo  | Note |
| ----- | -------------------- | ------ | ---- |
| 1     | Zhu Mile (CHN)       | 45.131 | Q    |
| 2     | Pang Su-ryon (PRK)   | 46.585 | Q    |
| 3     | Chan Suet Ying (HKG) | 53.784 | Q    |
| —     | Ayuko Ito (JPN)      | DSQ    |      |

#### Gruppo 2
| Class | Atleta              | Tempo  | Note |
| ----- | ------------------- | ------ | ---- |
| 1     | Wang Meng (CHN)     | 44.190 | Q    |
| 2     | Byun Chun-sa (KOR)  | 45.917 | Q    |
| 3     | Han Yueshuang (HKG) | 46.980 | Q    |
| 4     | Inna Simonova (KAZ) | 47.043 |      |

#### Gruppo 3
| Class | Atleta              | Tempo    | Note |
| ----- | ------------------- | -------- | ---- |
| 1     | Kim Min-jeong (KOR) | 45.937   | Q    |
| 2     | Ri Hyang-mi (PRK)   | 46.018   | Q    |
| 3     | Yuka Kamino (JPN)   | 46.091   | Q    |
| 4     | Chang Yu-tzu (TPE)  | 1:04.913 |      |

#### Gruppo 4
| Class | Atleta                 | Tempo  | Note |
| ----- | ---------------------- | ------ | ---- |
| 1     | Jeon Ji-soo (KOR)      | 44.453 | Q    |
| 2     | Kim Jong-mi (PRK)      | 46.660 | Q    |
| 3     | Yelena Skachkova (KAZ) | 49.253 | Q    |
| 4     | Huang Yu-ting (TPE)    | 49.335 |      |

#### Gruppo 5
| Class | Atleta              | Tempo  | Note |
| ----- | ------------------- | ------ | ---- |
| 1     | Fu Tianyu (CHN)     | 45.107 | Q    |
| 2     | Satomi Sakai (JPN)  | 46.644 | Q    |
| 3     | Xeniya Motova (KAZ) | 48.856 | Q    |
| 4     | Kuo Chia-pei (TPE)  | 49.628 |      |

### Quarti di finale

#### Gruppo 1
| Class | Atleta             | Tempo  | Note |
| ----- | ------------------ | ------ | ---- |
| 1     | Wang Meng (CHN)    | 44.366 | Q    |
| 2     | Kim Jong-mi (PRK)  | 46.601 | Q    |
| —     | Satomi Sakai (JPN) | DSQ    |      |

#### Gruppo 2
| Class | Atleta               | Tempo  | Note |
| ----- | -------------------- | ------ | ---- |
| 1     | Jeon Ji-soo (KOR)    | 44.476 | Q    |
| 2     | Yuka Kamino (JPN)    | 46.876 | Q    |
| 3     | Chan Suet Ying (HKG) | 53.981 |      |
| —     | Ri Hyang-mi (PRK)    | DSQ    |      |

#### Gruppo 3
| Class | Atleta                 | Tempo  | Note |
| ----- | ---------------------- | ------ | ---- |
| 1     | Fu Tianyu (CHN)        | 44.947 | Q    |
| 2     | Byun Chun-sa (KOR)     | 45.449 | Q    |
| 3     | Pang Su-ryon (PRK)     | 46.540 |      |
| 4     | Yelena Skachkova (KAZ) | 49.715 |      |

#### Gruppo 4
| Class | Atleta              | Tempo  | Note |
| ----- | ------------------- | ------ | ---- |
| 1     | Zhu Mile (CHN)      | 44.686 | Q    |
| 2     | Kim Min-jeong (KOR) | 44.814 | Q    |
| 3     | Han Yueshuang (HKG) | 47.510 |      |
| 4     | Xeniya Motova (KAZ) | 48.656 |      |

### Semifinali

#### Gruppo 1
| Class | Atleta              | Tempo  | Note |
| ----- | ------------------- | ------ | ---- |
| 1     | Wang Meng (CHN)     | 43.940 | QA   |
| 2     | Fu Tianyu (CHN)     | 44.054 | QA   |
| 3     | Kim Min-jeong (KOR) | 44.193 | QB   |
| 4     | Yuka Kamino (JPN)   | 45.961 | QB   |

#### Gruppo 2
| Class | Atleta             | Tempo  | Note |
| ----- | ------------------ | ------ | ---- |
| 1     | Zhu Mile (CHN)     | 44.650 | QA   |
| 2     | Byun Chun-sa (KOR) | 44.771 | QA   |
| 3     | Jeon Ji-soo (KOR)  | 44.818 | QB   |
| 4     | Kim Jong-mi (PRK)  | 46.274 | QB   |

### Finali

#### Finale B
| Class | Atleta              | Tempo  |
| ----- | ------------------- | ------ |
| 1     | Jeon Ji-soo (KOR)   | 44.645 |
| 2     | Kim Min-jeong (KOR) | 45.268 |
| 3     | Kim Jong-mi (PRK)   | 45.623 |
| 4     | Yuka Kamino (JPN)   | 45.673 |

#### Finale A
| Class   | Atleta             | Tempo  |
| ------- | ------------------ | ------ |
| Oro     | Wang Meng (CHN)    | 43.869 |
| Argento | Fu Tianyu (CHN)    | 44.060 |
| 3       | Zhu Mile (CHN)     | 44.159 |
| Bronzo  | Byun Chun-sa (KOR) | 45.278 |